# Amano Hiroshi

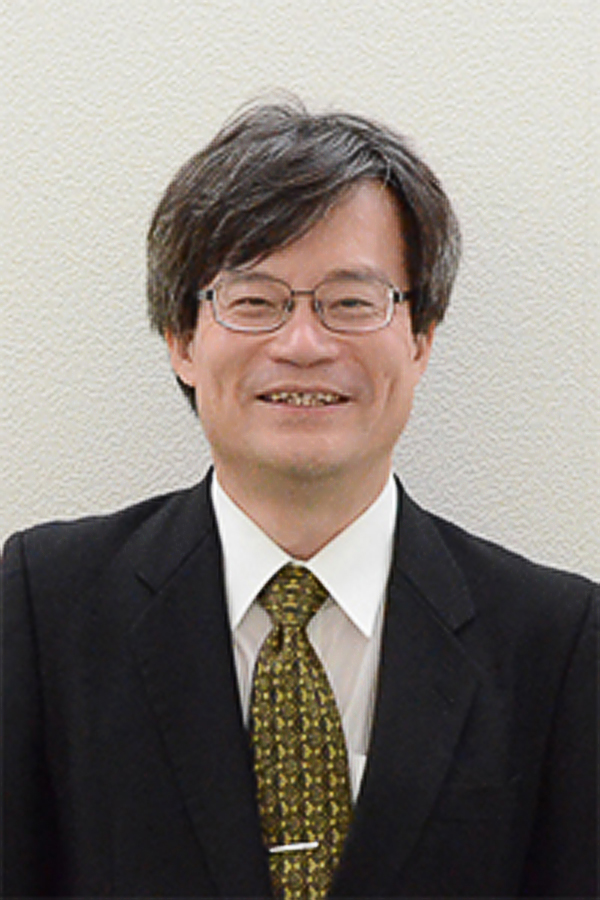
Amano Hiroshi

Amano Hiroshi là một nhà khoa học Nhật Bản. Ông sinh năm 1960 tại Hamamatsu. Ông có bằng tiến sĩ tại Trường Đại học Nagoya và hiện là giáo sư tại trường này. Năm 2014, Giải Nobel Vật lý được trao cho ông và Isamu Akasaki và Shuji Nakamura do họ đã “phát minh ra các diode phát ánh sáng (LED) màu xanh hiệu cho phép tạo rao các nguồn sáng trắng sáng hơn và tiết kiệm năng lượng".